# Maurice Moucheraud
Maurice Moucheraud (Potangis, 28 juli 1933 - 13 januari 2020) was een Frans wielrenner.
Moucheraud won tijdens de Olympische Zomerspelen 1956 de gouden medaille met de ploeg en de zilveren medaille individueel. Moucheraud Was van 1957 tot en met 1962 beroepsrenner.

## Erelijst
- 1956  landenwedstrijd wegrit
- 1956 8e wegrit

1912: Friborg, Malm, Persson, Lönn ·
1920: Souchard, Canteloube, Detreille, Gobillot ·
1924: Blanchonnet, Hamel, Wambst ·
1928: Hansen, Nielsen, Jørgensen ·
1932: Pavesi, Segato, Olmo ·
1936: Charpentier, Lapébie, Dorgebray ·
1948: Wouters, De Lathouwer, Van Roosbroeck ·
1952: Noyelle, Grondelaers, Victor ·
1956: Geyre, Moucheraud, Vermeulin